# Micke Dahl
Per Micke Dahl, född 9 november 1973 i Trönninge i Halland, är en svensk sportkommentator, speaker, fotograf och programledare.

## Biografi
Dahl flyttade som 13-åring till Glimåkra i Skåne, men bor numera (2024) i Södra Sandby. Han började sin radiobana 1992 i närradiostationen Radio Göinge som programledare och tekniker. Under några år hade han ett eget program som hette "Onsdagskväll med Micke" som sändes varannan vecka. Han slutade på Radio Göinge i samband med att kanalen lades ner 1996.
1999 tog han steget över till P4 Kristianstads sportredaktion både som tekniker, programledare och reporter. Året efter fick han anställning som trafikreporter vilket han var fram till 2005. Arbetet som programledare och reporter på sportredaktionen fortsatte som frilans fram till oktober 2018. Han har även medverkat i Radiosportens sändningar.
2012 startade Dahl LoMi Media där han både fungerade som frilans men även fotograferar, gör podcast och videoproduktioner i eget namn. 2012 gjorde han debut som kommentator för webbtv för både Sportsground, TV4 Play och C More.
2016 var det premiär för Dahls podcast Mittemot Micke och där intervjuades bland annat Torbjörn Nilsson, Tina Thörner och Andreas Ravelli.
2019 var Dahl en av tv-kommentatorerna för Damallsvenskan i fotboll på uppdrag från Spring Media och obosdamallsvenskan.tv. Säsongen 2020 sändes Damallsvenskan på Sportbladet Play och även där kommenterade Dahl.
Sedan i mars 2020 är han även speaker på Malmö FF:s herrmatcher.
Dahl arbetar till vardags som Tävlingschef på Skånes Fotbollförbund.